# Françoise Bourdon
Pour les articles homonymes, voir Bourdon.
Ne doit pas être confondu avec Françoise Bourdin.
Françoise Bourdon, née le 6 août 1953 à Charleville-Mézières (Ardennes), est une romancière française.

## Biographie
Originaire des Ardennes, Françoise Bourdon étudie l'économie et suit une carrière de professeur d'économie-droit pendant 17 ans au lycée Notre-Dame de Charleville-Mézières. Elle décide ensuite de se consacrer à l'écriture et au journalisme. Elle a longtemps collaboré à la revue Les Veillées des chaumières, notamment dans la rubrique le billet de Françoise mais surtout dans la série La maison de Valentine.

## Œuvres
- 1986 : Les Dames du Sud, RTL éditions. Sur la Guerre d'indépendance américaine.
- 2001 : La Forge au loup, éd. Presses de la Cité, 415 pages. Sur son grand-père, tué au front en 1915.
- 2002 : La Cour aux paons, éd. Presses de la Cité, 295 pages.
- 2003 : Le Bois de lune, éd. Presses de la Cité, 295 pages.
- 2004 : Le Maître ardoisier, éd. Presses de la Cité, 326 pages.
- 2005 : Les Tisserands de la licorne, éd. Presses de la Cité, 360 pages.
- 2006 : Le Vent de l'aube, éd. Presses de la Cité, 350 pages.
- 2007 : Les Chemins de garance, éd. Presses de la Cité, 263 pages.
- 2008 : La Figuière en héritage, éd. Presses de la Cité, 315 pages.
- 2009 : La Nuit de l'amandier, éd. Presses de la Cité, 339 pages.
- 2010 : La Combe aux Oliviers, éd. Presses de la Cité, 294 pages.
- 2010 : Le Moulin des sources, éd. Calmann-Lévy, 288 pages.
- 2011 : Le Mas des tilleuls, éd. Calmann-Lévy, 320 pages. Roman adapté en série pour la télévision par Éléonore Faucher, avec Philippe Torreton[3].
- 2012 : Les Bateliers du Rhône, éd. Presses de la Cité, 268 pages.
- 2012 : Les Dames de Meuse, Éditions Omnibus, 864 pages. Réédition de quatre romans.
- 2013 : Retour au pays bleu, éd. Calmann-Lévy, 300 pages.
- 2013 : La Grange de Rochebrune, éd. Calmann-Lévy, 300 pages.
- 2014 : Le Fils maudit, éd. Calmann-Lévy, 300 pages.
- 2015 : Les Sentiers de l’exil, éd. Calmann-Lévy, 400 pages.
- 2016 : Les Roses sont éternelles, éd. Calmann-Lévy, 320 pages.
- 2016 : La maison du Cap, éd. Presses de la Cité, 460 pages.
- 2017 : Le Maître du Castellar, éd. Calmann-Lévy, 320 pages.
- 2018 : À travers la nuit et le vent, éd. Presses de la Cité 432 pages  (ISBN 9782258142831).
- 2019 : Le Secret de Belle Épine, éd. Calmann-Lévy, 336 pages.
- 2019 : La fontaine aux violettes, éd. Presses de la Cité  (ISBN 2258148006).
- 2020 : La Maison de Charlotte, éd. Presses de la Cité, 400 pages.
- 2021 : Pour oublier la nuit, éd. Calmann-Lévy, 384 pages  (ISBN 978-2702167373)[4].
- 2021 : Les Héritières de La salamandre, éd. Presses de la Cité, 560 pages  (ISBN 978-2258194991).
- 2023 : La Maison de Violette, éd. Presses de la Cité, 407 pages  (ISBN 978-2-258-20248-1).
- 2024 : Camille, soleil levant, éd. Presses de la Cité, 350 pages.
- 2025 : Les Sentiers de l'aube, éd. Presses de la Cité, 256 pages.